# Sphenostylis stenocarpa
Sphenostylis stenocarpa (Hochst. ex A.Rich.) Harms è una pianta appartenente alla famiglia delle Fabaceae, originaria dell'Africa tropicale.

## Descrizione
S. stenocarpa è una pianta erbacea rampicante, con portamento prostrato o eretto. Gli steli raggiungono lunghezze da 1,5 a 2,5 metri. Le foglie peduncolate sono triple con foglioline ovate lunghe circa 7–14 centimetri. Sono presenti le stipole. I fiori sono di colore rosa, viola o bianco-verdastri e sono zigomorfi.
Il legume, lungo dai 20 ai 30 centimetri, leggermente legnoso, glabro e stretto, è piatto e contiene da 20 a 30 semi. I semi sono rotondi o ellissoidali e sono lunghi circa 3,2–8 millimetri. Sono di colore bianco crema, beige o arancione, marrone rossastro o nero e talvolta con marmorizzazione scura.

## Distribuzione e habitat
S. stenocarpa cresce spontaneamente in tutta l'Africa tropicale ed è coltivato nell'Africa centrale e occidentale (Costa d'Avorio, Ghana, Togo, Gabon, Repubblica Democratica del Congo e Repubblica del Congo) così come in parti dell'Africa orientale (come Etiopia o Zimbabwe), ma soprattutto nel sud della Nigeria. Tollera terreni acidi e sabbiosi e si trova ad altitudini da 0 a 1800 metri. La pianta preferisce un clima caldo e umido e suoli drenati.

## Usi
Sia i semi che i tuberi radicali sono commestibili.
S. stenocarpa sviluppa tuberi lunghi da 5 a 7,5 centimetri e pesanti da 50 a 300 grammi che somigliano a patate dolci allungate ma che contengono il doppio delle proteine. È possibile ottenere un raccolto di mezzo chilo di radici per pianta.
I semi sono gustosi e sono spesso preferiti a tutti gli altri semi e verdure disponibili nell'Africa occidentale. Contengono tra il 21 e il 29 % di proteine, ed hanno livelli simili o superiori di lisina e metionina rispetto a quelli della soia. I semi contengono circa il 50 % di carboidrati e dal 5 al 6 % di fibre. Si possono raccogliere fino a 2000 kg di semi per ettaro.
I semi essiccati vengono solitamente messi a bagno in acqua e bolliti per diverse ore, quindi consumati senza contorno o con patate dolci, riso, mais o nelle zuppe. La polpa dei tuberi radicali viene utilizzata cruda o cotta come le patate; anche il sapore ne è simile;
Le foglie giovani e i legumi vengono consumati come verdure.
Con i suoi grandi fiori che variano di colore a seconda della varietà, S. stenocarpa è adatta anche come pianta ornamentale.